# Šarūnas Keserauskas
Šarūnas Keserauskas (* 1975) ist ein litauischer Verwaltungsjurist, Vorsitzender der litauischen Wettbewerbsbehörde (Konkurencijos taryba), ehemaliger Rechtsanwalt und Hochschullehrer.

## Leben
Nach dem Abitur 1993 an der Mittelschule absolvierte Keserauskas von 1993 bis 1998 das Diplomstudium der Rechtswissenschaften als Diplom-Jurist an der Rechtsfakultät der Universität Vilnius, 2003 das Aufbaustudium (LL.M. des EU-Rechts) und 2010 promovierte zum Doctor of Philosophy in Law am King’s College London. Ab 1998 leitete er die Übungsseminare des Zivilrechts und  von 1999 bis 2004 lehrte Familienrecht an der Universität Vilnius. Seit 2005 lehrt er dort Wettbewerbsrecht. Von 2000 bis 2005 lehrte er es auch an der Riga Graduate School of Law in Lettland.
Von 1995 bis 2009 arbeitete er als Jurist und Wirtschaftsanwalt in der Rechtsanwaltskanzlei „Lideika, Petrauskas, Valiūnas ir partneriai“ (jetzt Wirtschaftsrecht-Rechtsanwaltskanzlei „Valiūnas ir partneriai Ellex“). Er war dort Juristengehilfe, ab Juli 1998 assoziierter Jurist, ab 2001 Rechtsanwalt und ab 2006 Berater zu Fragen des Wettbewerbsrechts. Vom August 2009 bis zum März 2011 arbeitete er als  senior legal adviser bei  Office of Fair Trading. Seit April 2011 leitet er als Vorsitzender die Lietuvos Respublikos konkurencijos taryba. Er wurde von  Dalia Grybauskaitė ernannt.
Keserauskas wird häufig als Gastredner zu lokalen und internationalen  Veranstaltungen zu Fragen des Wettbewerbs eingeladen. Er beriet armenische NCA  und war in der Zwischenzeit  ein Junior-Projektleiter im Twinning-Projekt, das  darauf abzielte, die Durchsetzungskapazitäten der ägyptischen NCA zu stärken.
Keserauskas spricht fließend Englisch und Russisch und hat grundlegende Kenntnisse der französischen Sprache.

## Bibliografie
- Enforcement of Competition Rules in Lithuania: the First Decade. The Law in Transition, London, EBRD, 2004. Authors:         Šarūnas Keserauskas, Arnoldas Klimas
- Chapter on Lithuania Competition Cases from the European Union. The Ultimate Guide to Leading Cases from the EU, Member States and EFTA. Sweet & Maxwell November 2010  Authors:          Šarūnas Keserauskas, Dina Lurje, Agne Makauskaite, Ioannis Kokkoris (General Editor)
- Practical Implications of the EC Antitrust Enforcement Revolution The Business Environment: What Can the Law Do? Lietuvos teisės universitetas & Lithuanian-American Bar Association, Inc 2003  Authors:          Šarūnas Keserauskas
- Chapter 17. Lithuania A Practical Guide to National Competition Rules across Europe, Kluwer Law International 2007  Authors:          Šarūnas Keserauskas, Agne Makauskaite, Marjorie Holmes (editor), Lesley Davey (editor)
- Chapter on Lithuania Competition Law in Western Europe and the USA, Kluwer Law International 1976  Authors:          Šarūnas Keserauskas, Agne Makauskaite, Dina Lurje
- Moving in the Same Direction? Presentation of Family Law Reforms in Lithuania // International Survey of Family Law, Jordan Publishing Limited. Šarūnas Keserauskas, Andrew Bainham (editor).
- Setting Priorities for a Small Country’s Competition Authority Lessons and Suggestions Based on Two decades of Competition Policy Experience in Lithuania LAP LAMBERT Academic Publishing May 2011